# Eje transversal PE-32 (Perú)
El Eje transversal PE-32 es uno de los veinte ejes que forman parte de la red transversal de la Red Vial Nacional del Perú. Está conformado por las rutas transversales PE-32, PE-32 A y PE-32 C.  Une los departamentos de Arequipa y Ayacucho.

## Rutas
- PE-32: Desvío Achanizo-Puquio
- PE-32 A (ramal): Desvío Andamarca-Abra Tocto
- PE-32 C: Ullaccasa-L.D. Arequipa